# Epinephelus miliaris
Espèce
Statut de conservation UICN

LC : Préoccupation mineure
Epinephelus miliaris, communément appelé Mérou abeille, est une espèce de poissons marins de la famille des Serranidae.
Il peut atteindre 53 cm. Il possède 11 épines dorsales et 3 épines anales.
Le Mérou abeille est présent en Afrique de l'est, à l'île Samoa et aux îles Ryukyu.